# Augusto Pedullà
Augusto Pedullà (Genova, 8 giugno 1916 – Genova, 7 gennaio 1985) è stato un politico e ingegnere italiano.
Di professione ingegnere, fu per due volte sindaco di Genova, dal 1965 al 1966 e dal 1966 al 1971. Fu il sindaco che completò l'eliminazione del servizio tramviario a Genova, l'ultima corsa terminò alle 4:25 di mattina del 27 dicembre 1966 al deposito di Prato.